# Rancho de Los Kiotes
El Rancho de Los Kiotes  es un rancho histórico ubicado en Carlsbad, California. El Rancho de Los Kiotes se encuentra inscrito como un Distrito Histórico en el Registro Nacional de Lugares Históricos desde el 31 de marzo de 1992. 

## Ubicación
El Rancho de Los Kiotes se encuentra dentro del condado de San Diego en las coordenadas 33°07′13″N 117°14′08″O / 33.120278, -117.235556.